# 1985-ös Roland Garros
Az 1985-ös Roland Garros az év első Grand Slam-tornája, a Roland Garros 84. kiadása volt, amelyet május 27–június 9. között rendeztek Párizsban. Férfiaknál a svéd Mats Wilander, nőknél az amerikai Chris Evert nyert.

## Döntők

### Férfi egyes
Mats Wilander -  Ivan Lendl 3-6, 6-4, 6-2, 6-2

### Női egyes
Chris Evert -  Martina Navratilova 6-3, 6-7 [4], 7-5

### Férfi páros
Mark Edmondson /  Kim Warwick -  Schlomo Glickstein /  Hans Simonsson 6-3, 6-4, 6-7, 6-3

### Női páros
Martina Navratilova /  Pam Shriver -  Claudia Kohde Kilsch /  Helena Suková 4-6, 6-2, 6-2

### Vegyes páros
Martina Navratilova /  Heinz Günthardt -  Paula Smith /  Francisco González, 2-6, 6-3, 6-2